# Карел Кожелуг
Карел Кожелуг (Karel Koželuh; 7 березня 1896 — 27 квітня 1950) — колишній чехословацький тенісист.
Найвищу одиночну позицію світового рейтингу — 1 місце досяг 1927 року (за даними Рея Бауерса).

## Фінали основних турнірів

### Турніри Про-Слем

#### Одиночний розряд: 8 (4–4)
| Результат | Рік  | Турнір     | Покриття | Суперник        | Рахунок                 |
| --------- | ---- | ---------- | -------- | --------------- | ----------------------- |
| Поразка   | 1928 | U.S. Pro   | Трава    | Вінсент Річардс | 6–8, 3–6, 6–0, 2–6      |
| Перемога  | 1929 | U.S. Pro   | Трава    | Вінсент Річардс | 6–4, 6–4, 4–6, 4–6, 7–5 |
| Перемога  | 1930 | French Pro | Ґрунт    | Алберт Берк     | 6–1, 6–2, 6–1           |
| Поразка   | 1930 | U.S. Pro   | Трава    | Вінсент Річардс | 2–6, 10–8, 6–3, 6–4     |
| Перемога  | 1932 | U.S. Pro   | Ґрунт    | Ганс Нюсляйн    | 6–2, 6–3, 7–5           |
| Поразка   | 1934 | U.S. Pro   | Ґрунт    | Ганс Нюсляйн    | 4–6, 2–6, 6–1, 5–7      |
| Поразка   | 1935 | U.S. Pro   | Ґрунт    | Білл Тілден     | 0–6, 6–1, 6–4, 0–6, 6–4 |
| Перемога  | 1937 | U.S. Pro   | Ґрунт    | Брюс Барнс      | 6–2, 6–3, 4–6, 4–6, 6–1 |